# Ünal Yüksel
Ünal Yüksel (* 27. Mai 1969 in Berlin) ist ein deutscher Musikproduzent und Geschäftsführer des Musiklabels Plak Music. Er gilt als Entdecker Muhabbets.

## Leben
Ende der 1990er-Jahre begann Yüksel in Zusammenarbeit mit dem damaligen Betriebswirt und Unternehmensberater Jochen Kühling vermehrt türkische Musik in Deutschland zu vertreiben. Aus dieser Zusammenarbeit entwickelten sich die türkischen Musiklabels Plak Music und Ypsilon, mit denen Kühling als Musikmanager und Yüksel zudem als Produzent sowohl in der Türkei als auch in Deutschland produzierte Musik in Deutschland und der Türkei vertreiben, 2003 beispielsweise auch eine Single von Fuat.
Yüksels für Muhabbet produzierte Debüt-Single Sie liegt in meinen Armen wurde ein deutscher Top-20-Hit und war 2005 wochenlang auch in den österreichischen und Schweizer Charts vertreten. Muhabbet hatte hiernach in Deutschland weitere Top-50-Erfolge. Sein Debütalbum R’nBesk (2006) produzierte Yüksel 2007 ebenso wie das Folgealbum In Deinen Straßen maßgeblich mit.
Das Plak-Label wird nun zeitweise über Sony BMG und edel music vertrieben. Besondere Bekanntheit erlangen die von ProSieben beworbenen Turkish-Pop-Sampler Best Of Turkish Pop. Der Produzent erstellt auch Seeeds „Oy Güzelim Remix“ ihres Bundesvision-Song-Contest-Siegers 2006 Ding.
Kalusha und Killa Hakan sind zwei weitere bekannte Künstler, die Yüksel produzierte. Ünal Yüksel war auch erfolgreich als Co-Producer & Mix-Engineer auf dem "Kop" Album von Mustafa Sandal. Zur EM 2008 produzierte Yüksel den EM-Hit von Muhabbet "Oo Milli Takım Olé Olé".

## Einzelbelege
1. ↑  FELIX LEE / ALKE WIERTH: „Integration ist politischer Müll“. In: taz.de. 24. Juli 2006, abgerufen am 30. Januar 2024 (Ausgabe 8029, S. 28).,1
2. ↑  http://www.sonybmg.de/artists2.php?iA=7&artist=714933&product=82876814822@1@2Vorlage:Toter+Link/www.sonybmg.de+(Seite+nicht+mehr+abrufbar,+festgestellt+im+März+2018.+Suche+in+Webarchiven) Datei:Pictogram+voting+info.svg Info:+Der+Link+wurde+automatisch+als+defekt+markiert.+Bitte+prüfe+den+Link+gemäß+Anleitung+und+entferne+dann+diesen+Hinweis.
3. ↑  http://www.hitparade.ch/showitem.asp?interpret=Muhabbet&titel=Sie+liegt+in+meinen+Armen&cat=s

| Personendaten    | Personendaten                                                           |
| ---------------- | ----------------------------------------------------------------------- |
| NAME             | Yüksel, Ünal                                                            |
| KURZBESCHREIBUNG | deutscher Musikproduzent und Geschäftsführer des Musiklabels Plak Music |
| GEBURTSDATUM     | 27. Mai 1969                                                            |
| GEBURTSORT       | Berlin                                                                  |